# Heterolepidoderma contectum
Heterolepidoderma contectum är en djurart som tillhör fylumet bukhårsdjur, och som beskrevs av Schrom 1972. Heterolepidoderma contectum ingår i släktet Heterolepidoderma och familjen Chaetonotidae. Inga underarter finns listade i Catalogue of Life.